# Стад Гастон Жерар
«Стад Гастон Жерар» (фр. Stade Gaston-Gérard) — багатоцільовий стадіон у Діжоні, Франція, домашня арена ФК «Діжон».
Стадіон відкритий 1934 року. У 2007—2010 та 2015—2017 років розширювався та перебудовувався, в результаті чого було досягнуто місткість 13 778 глядачів.
Стадіону присвоєно ім'я заступника міського голови Діжона у 1919—1935 роках та прем'єр-міністра Франції Гастона Жерара.